# Фарадометр
Фарадометр (фарадметр) — прилад для вимірювання електричної ємності.
Фарадометри зазвичай створюють на основі логометричних механізмів і заживлюють змінним струмом. Покази логометричного фарадометра залежать від відношення реактивних опорів зразкових конденсаторів фарадометра до реактивних опорів конденсаторів, які приєднують для вимірювання.